# القنب الهندي في غرينلاند
يُعتبر القنب الهندي غير قانوني في غرينلاند، إلا أن استخدامه منتشر داخل البلاد، لا سيما بين فئة الشباب. وقد سلطت عدة دراسات أكاديمية الضوء على تزايد معدلات تعاطي القنب الهندي في المجتمع الغرينلاندي خلال العقدين الماضيين.